# Wittenoom
Wittenoom ist eine Geisterstadt in der Pilbara-Region des australischen Bundesstaates Western Australia. Sie liegt etwa 1408 Kilometer nordnordöstlich der Hauptstadt Perth in der Gebirgskette Hamersley Range.
Seit den 1930er Jahren wurde in den nahegelegenen Schluchten Wittenoom Gorge und Yampire Gorge Blauasbest abgebaut, der damals ein beliebtes Baumaterial war. So entstand ab 1947 Wittenoom als Arbeitersiedlung und stieg in den 1950er Jahren zur größten Stadt der Pilbara-Region auf. Da die Mine nicht rentabel war und die Gesundheitsbedenken bezüglich des Asbestabbaus stiegen, wurde die Mine 1966 geschlossen und der Ort seit den 1970er Jahren schrittweise aufgegeben. Ungefähr 2000 Menschen starben an den Spätfolgen des eingeatmeten Asbeststaubs.
2019 lebte nur noch ein Einwohner dauerhaft in Wittenoom. Im März 2021 hat auch dieser letzte Bewohner der Geisterstadt, der gebürtige Vorarlberger Mario Hartmann aus Sulz, nach 32 Jahren das Outback verlassen und ist in die Nähe der Zivilisation in die Perth Hills gezogen. Er kümmerte sich jahrelang um die Wettermessdaten und versorgte den über 1000 km entfernten Flughafen von Perth mit Messdaten, 365 Tage im Jahr, zweimal täglich zu fixen Zeiten. Ein Kamerateam von Galileo besuchte den Mann im Frühjahr 2019 und interviewte ihn. Der Ort erhielt keine staatlichen Leistungen wie zum Beispiel Stromversorgung mehr. Im Juni 2007 wurde der Stadtstatus per amtlicher Bekanntmachung aufgehoben. Der Name der Stadt wurde daraufhin von amtlichen Karten und Straßenschildern entfernt und der Shire of Ashburton darf Straßen schließen, die in kontaminierte Zonen führen.

## Name
Wittenoom wurde von Lang Hancock nach Frank Wittenoom, seinem Partner auf der nahe gelegenen Mulga Downs Station, benannt. Besiedelt wurde das Gebiet um Wittenoom ursprünglich von Frank Wittenooms Bruder, dem Politiker Sir Edward Horne Wittenoom. In den späten 1940er Jahren gab es die Forderung nach einer offiziellen Stadt in der Nähe der Mine, und das Minenministerium schlug – unter Verweis darauf, dass dieser von den Bewohnern sehr gewünscht werde – den Namen Wittenoom vor. Der Name wurde 1948 genehmigt, doch es dauerte bis zum 2. Mai 1950, bis er im Amtsblatt bekannt gegeben wurde. 1951 wurde der Name auf Wunsch des Bergbauunternehmens in Wittenoom Gorge geändert, was 1974 wieder rückgängig gemacht wurde.

## Geographie

### Lage
Wittenoom liegt sehr abgelegen im spärlich besiedelten nordwestlichen Teil von Western Australia. Die nächste Stadt ist Tom Price, die sich 80 Kilometer Luftlinie bzw. 130 Straßenkilometer südwestlich befindet. Wittenoom liegt am nördlichen Rand der Hamersley Range, die hier zum Fortescue River hin abfällt. Die Wittenoom Gorge erstreckt sich von der Stadt in südliche Richtung in das Gebirge, der höchste Punkt ihrer Ostwand ist mit 775 Metern der Mt. Watkins.
Wenige Kilometer südlich von Wittenoom erstreckt sich der Karijini-Nationalpark über 100 Kilometer nach Süden.
Anschluss an das Straßennetz hat Wittenoom über die State Route 136. Diese verbindet den North West Coastal Highway (Abzweig Nanutarra Roadhouse, 292 Kilometer Luftlinie / 375 Straßenkilometer von Wittenoom) mit dem Great Northern Highway (Munjina Roadhouse, 40 Kilometer) und verläuft dabei durch Wittenoom, weshalb die Straße westlich des Ortes Nanutarra–Wittenoom Road und östlich Munjina–Wittenoom Road heißt.
Politisch gehört Wittenoom zur LGA Shire of Ashburton. Bei Wahlen auf Bundesstaats-Ebene zählt Wittenoom zum Electoral district of North West Central, auf Bundesebene zur Division of Durack.

### Klima
Die australische Wetterbehörde Bureau of Meteorology klassifiziert die Gegend um Wittenoom als Grasland mit heißem, permanent trockenem Klima.
|                       | Jan   | Feb   | Mär  | Apr  | Mai  | Jun  | Jul  | Aug  | Sep  | Okt  | Nov  | Dez  |   |       |
| Mittl. Tagesmax. (°C) | 39,5  | 37,8  | 36,7 | 33,2 | 27,8 | 24,5 | 24,2 | 26,9 | 31,2 | 35,4 | 38,1 | 39,7 | ⌀ | 32,9  |
| Mittl. Tagesmin. (°C) | 26,0  | 25,3  | 24,3 | 21,2 | 16,2 | 12,8 | 11,5 | 13,2 | 16,8 | 20,8 | 23,6 | 25,5 | ⌀ | 19,7  |
|                       |       |       |      |      |      |      |      |      |      |      |      |      |   |       |
| Niederschlag (mm)     | 114,0 | 104,5 | 69,3 | 28,1 | 28,0 | 29,1 | 14,2 | 8,1  | 3,1  | 4,0  | 9,7  | 49,4 | Σ | 461,5 |
|                       |       |       |      |      |      |      |      |      |      |      |      |      |   |       |
| Regentage (d)         | 6,7   | 6,9   | 4,6  | 2,6  | 2,6  | 2,2  | 1,6  | 1,0  | 0,4  | 0,7  | 1,3  | 3,5  | Σ | 34,1  |

| 26,0 |

| 25,3 |

| 24,3 |

| 21,2 |

| 16,2 |

| 12,8 |

| 11,5 |

| 13,2 |

| 16,8 |

| 20,8 |

| 23,6 |

| 25,5 |

| 26,0 |

| 25,3 |

| 24,3 |

| 21,2 |

| 16,2 |

| 12,8 |

| 11,5 |

| 13,2 |

| 16,8 |

| 20,8 |

| 23,6 |

| 25,5 |

## Geschichte

### Entdeckung der Asbestvorkommen
1917 erfasste das Minenministerium zum ersten Mal Vorkommen von Blauasbest in den Hamersley Ranges. In den frühen 1930er Jahren entdeckte Langley Hancock auf dem Land der Mulga Downs Station die Schlucht Wittenoom Gorge. 1937 zeigte Hancock Proben von Krokydolith-Fasern, die er in der Schlucht gesammelt hatte, Islwyn „Izzy“ Walters und Walter „Len“ Leonard, die zu der Zeit in Nunyerrie und Lionel (bei Nullagine) Weißasbest (Chrysotil) abbauten und aufbereiteten. Als Hancock erfuhr, dass seine Fasern 70 Pfund pro Tonne wert waren, sicherte er sich sofort die besten Claims in der Wittenoom Gorge. Leo Snell, ein Kängurujäger von der Mulga Downs Station, steckte einen Claim in der Yampire Gorge ab, an dem noch mehr Blauasbest vorhanden war. Walters und Leonard erwarben Yampire Gorge von Snell, verlagerten ihre Aufbereitungsanlage dorthin und begannen den Abbau. Als Leonard nach London telegrafierte, dass in Yampire Gorge „zwei Meilen Asbest in Sicht“ seien, bekam er als Antwort, er solle sich etwas Urlaub nehmen. Erst ein Foto konnte die Zweifler von dieser unglaublichen Entdeckung überzeugen.
Walters und Leonard räumten den Weg in die Yampire Gorge, indem sie die größten Felsbrocken wegsprengten und mit Kamelgespannen aus dem Weg zogen. Dies vereinfachte die Zufahrt, doch mit dem Lastwagen benötigten sie für die 15 Meilen (24 Kilometer) zwischen der Lagerstätte und der Aufbereitungsanlage immer noch sieben Stunden. Bis 1940 wurden 22 Männer eingestellt und ca. 375 Tonnen Gestein abgebaut, das mit Maultiergespannen zur Küste bei Point Samson (Teil der Karratha City) transportiert wurde. Während des Zweiten Weltkriegs war die Kommunikation mit England schwierig.  1943 übernahm die Colonial Sugar Company durch ihre Tochterfirma Australian Blue Asbestos Ltd sowohl die Wittenoom als auch die Yampire Gorge. Lang Hancock, dessen Farmgelände zu einer kleinen Stadt gewachsen war, sagte 1958: „Izzy Walters ist der Mann, der [an der Idee] festhielt und den Markt schuf, der das heutige Wittenoom möglich machte.“ Sein Partner Len Leonard erklärte: „Ohne [Walters’] schiere Courage und harte Arbeit gäbe es heute kein Wittenoom.“

### Boom

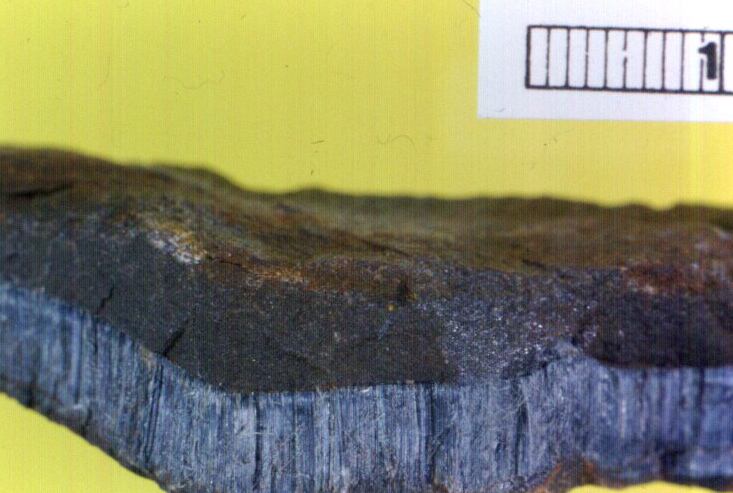
Blauasbest (Krokydolith) aus Wittenoom

Bis zum Zweiten Weltkrieg importierte Australien Asbest vor allem aus Südafrika und Kanada. Der australische Asbestmarkt hatte vor dem Krieg einen Wert von einer Million Dollar pro Jahr und Exportpotential. Hancock führte vielversprechende Gespräche mit Briten, die Asbest als Filter in Gasmasken nutzen wollten. Seine Partner Walters und Leonard führten Verhandlungen mit Johns Manville in den USA. Als der Zweite Weltkrieg ausbrach, war Asbest als Material für Panzer, Flugzeuge, Kriegsschiffe, Helme und Gasmasken sehr gefragt. 1943 wurde die Mine an eine Tochterfirma von CSR Limited, Australian Blue Asbestos Pty Ltd (ABA), verkauft, wo Hancock bis 1948 als Manager verblieb.
1946 wurde die Yampire Gorge Mine geschlossen und dafür die Wittenoom Gorge Mine geöffnet. Bis 1956 wurden circa 590.000 Tonnen Erz gefördert, aus denen 20.000 Tonnen Asbest gewonnen wurde. 1947 wurde die Stadt Wittenoom errichtet, um die Mine zu versorgen. Sie wurde zehn Kilometer von Mine und Aufbereitungsanlage entfernt errichtet, da es an der Stelle der ursprünglichen Minensiedlung nicht mehr genug Platz gab. 1951 hatte der Ort 150 Häuser und über 500 Einwohner.
1948 übernahm CSR als Mutterkonzern von ABA das Asbestprojekt in Wittenoom. Von 1950 bis in die frühen 1960er Jahre war Wittenoom Australiens einziger Asbestlieferant mit einer Produktion von 161.000 Tonnen von 1943 bis 1966. In einem internen Bericht, der die Schließung der Mine empfahl, gab einer von CSRs Geschäftsführern zu, dass „keine gründliche Untersuchung der Vorkommen in Wittenoom gemacht wurde“. Die meisten Jahre, in denen CSR Asbest abbaute, machte die Firma Verlust. Von 1956 bis 1961 wurde etwas Gewinn gemacht, indem die Arbeiter doppelte Schichten arbeiteten. Als die Mine schloss, hatte sie Schulden von ca. 2,5 Millionen Dollar.

### Gesundheitsbedenken

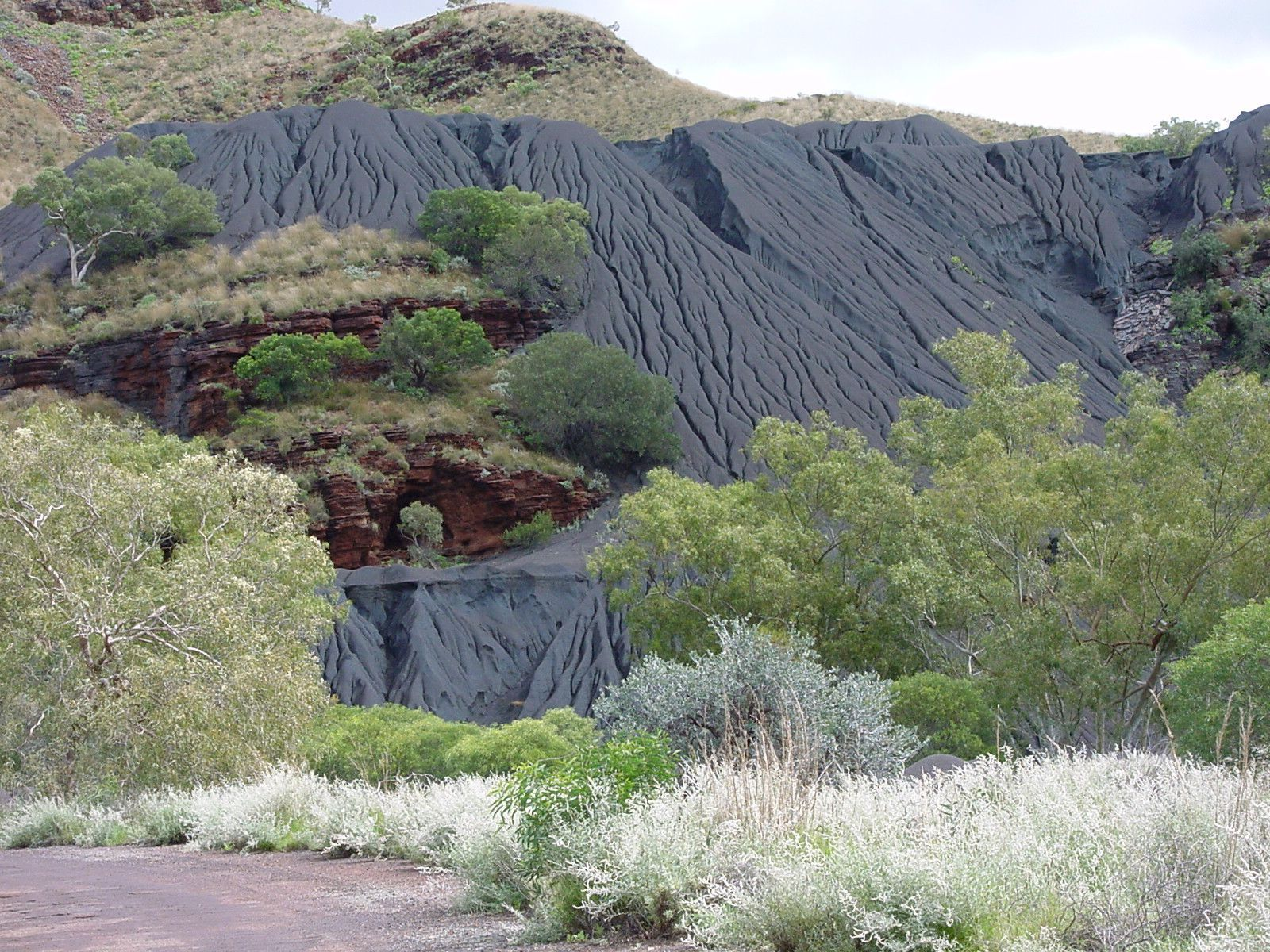
Abraum aus der Mine in der Nähe von Wittenoom

1944 berichtete Mineninspekteur Adams ein Staubproblem in Wittenoom und machte darauf aufmerksam, dass die Staubmenge reduziert werden müsse. Der Assistant State Mining Engineer von Western Australia berichtete von den Gefahren, die von dem im Wittenoom erzeugten Staub ausgingen. Der erste Fall von Asbestose in Wittenoom ereignete sich 1946, was jedoch erst viel später abschließend diagnostiziert wurde. 1948 schrieb Eric Saint, ein ärztlicher Regierungsangestellter, dem Chef des Gesundheitsministeriums von Western Australia. Er warnte vor dem Staubausmaß in der Mine und der Aufbereitungsanlage, fehlenden Absauganlagen, den Gefahren von Asbest und dem Risiko von Asbestose. Er sah die Mine auf dem Weg, den größten Asbestose-Fall der Welt zu produzieren. Folglich unterrichtete er das Management der Mine darüber, dass Asbest extrem gefährlich sei und Arbeiter, die ihm ausgesetzt seien, sich innerhalb von sechs Monaten Brustkrankheiten zuziehen würden.
Jim McNulty, ein Mitarbeiter des Gesundheitsministeriums von Western Australia, erstellte einen Augenzeugenbericht der Arbeitsbedingungen, als er Wittenoom 1959 für eine klinische Untersuchung besuchte:

“It was generally dirty and dusty, there were clumps of asbestos all over the floor and one’s clothing was rapidly soiled by contact with any surface. Every operation in the mine was associated with dust.”

„Es war im Allgemeinen dreckig und staubig, Asbestklumpen lagen über den ganzen Boden verteilt und innerhalb kürzester Zeit verschmutzte Kleidung durch Kontakt mit irgendeiner Oberfläche. Jede Arbeit in der Mine war mit Staub verbunden.“

McNulty warnte die Manager des Unternehmens wiederholt vor den Gefahren, denen sich Minenarbeiter und Stadtbewohner aussetzten, doch er und das Gesundheitsministerium hatten keine Befugnis, eine Schließung der Mine anzuordnen.
Zwischen 1977 und 1992 führten das Gesundheitsministerium von Western Australia und andere Behörden acht Luftüberwachungsstudien durch. Diese Studien wiesen einige Unzulänglichkeiten auf, sodass die Debatte über das Risiko der Bewohner nicht abschließend entschieden wurde. Berichte der Environmental Protection Authority enthalten Details über das Ausmaß der Kontaminierung. Überprüfungsberichte zeigen auf, dass Asbestfasern an nahezu jeder Stelle des Ortes vorhanden waren.

### Stufenweise Aufgabe des Ortes
1966 wurde die Mine geschlossen. Trotz der vielen Probleme hatte die Schließung jedoch keine gesundheitlichen, sondern schlicht ökonomische Gründe.

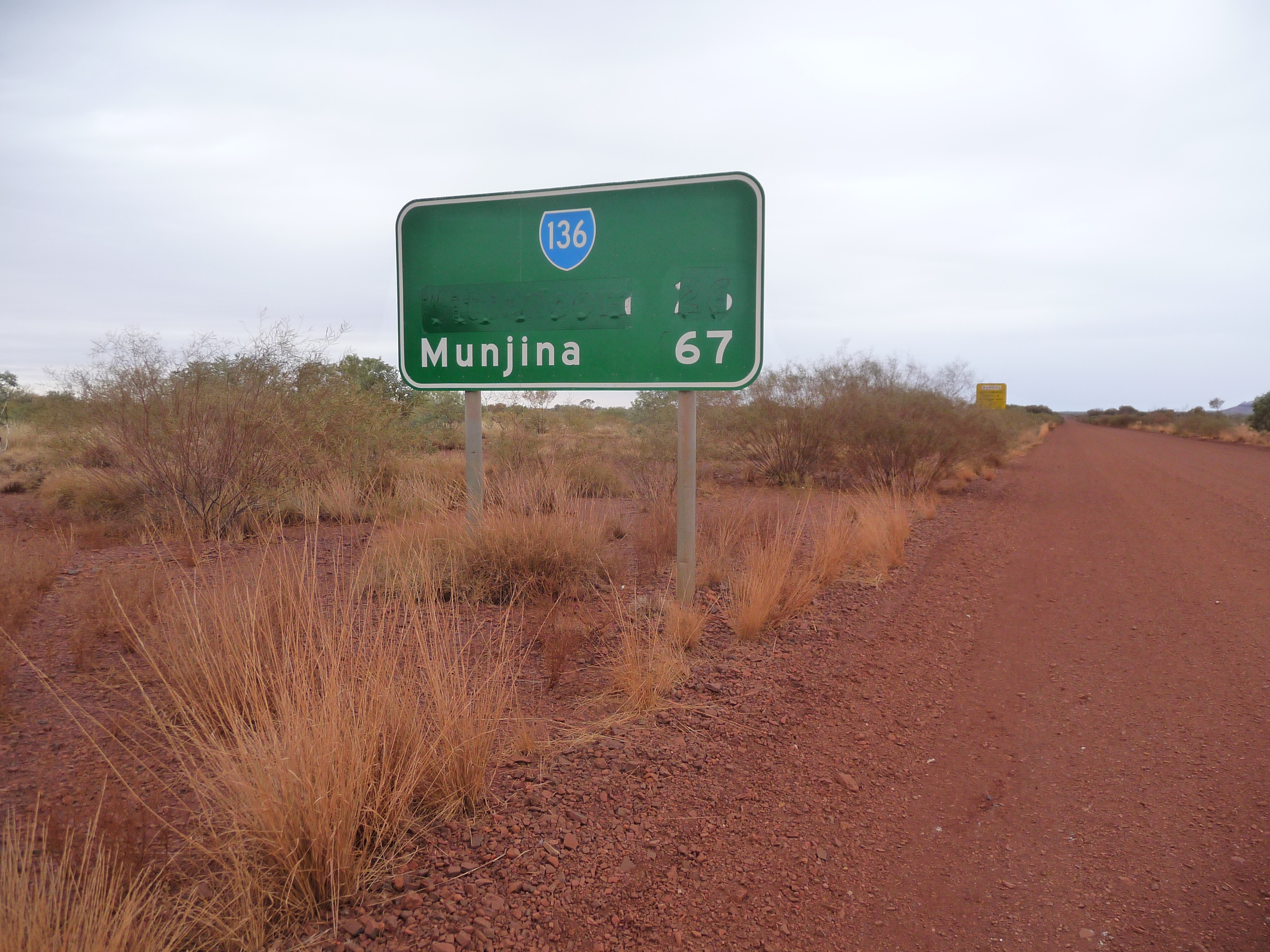
Wittenoom wurde von Straßenschildern und Landkarten entfernt

1978 beschloss die Regierung von Western Australia eine Richtlinie, Aktivitäten in Wittenoom stufenweise abzubauen. Diese Politik wurde in Anbetracht der weitverbreiteten Kontaminierung mit Krokydolith in der und um die Stadt als die angebrachteste Vorgehensweise angesehen. Die Richtlinie ermunterte Anwohner, freiwillig aus Wittenoom wegzuziehen, indem ihre Häuser, Unternehmen und Grundstücke gekauft und ihre Umzugskosten teilweise übernommen wurden. Der Shire of Ashburton und viele Anwohner lehnten eine Aufgabe des Ortes ab; sie setzten sich dafür ein, den Ort stattdessen zu sanieren und zu einer Touristenattraktion zu entwickeln.
1981 bekräftigte die Regierung ihre Richtlinie. 1984 änderte sie die Richtlinie ab, um sicherzustellen, dass Regierungseinrichtungen und das Fortescue Hotel erhalten würden, bis Alternativen verfügbar wären. Bis zum Ende des Jahres 1991 wurden im Rahmen dieser Richtlinie mehr als 1,4 Millionen Dollar ausgegeben, was dazu führte, dass sich die Einwohnerzahl von Wittenoom von mehr als 90 im Mai 1984 auf ca. 45 im März 1992 halbierte. Zwischen 1986 und 1992 wurden etwa 50 Häuser und andere Gebäude von der Regierung abgerissen. Als die Bevölkerung abnahm, wurden Schule, Krankenstation und Polizeistation geschlossen und deren Aufgaben größtenteils von Einrichtungen im ca. 80 Kilometer entfernten Tom Price übernommen. 1993 wurde das Flugfeld offiziell geschlossen, und die Regierung teilte den verbliebenen Anwohnern mit, dass sie nicht zum Gehen gezwungen würden, jedoch auch keine neuen Ansiedlungen gefördert würden.
Mehrere Organisationen, darunter der Shire of Ashburton, das Mineral- und Energieministerium und die Environmental Protection Authority, erstellten eine Reihe von Schätzungen der Kosten und möglichen Methoden zur Sanierung von Wittenoom. 1993 beauftragte die Regierung CMPS&F Environmental mit einer Machbarkeitsstudie für die Sanierung. Diese stellte zunächst fest, dass trotz fünfzehn vergangenen Jahren und einigen Sanierungsversuchen nach wie vor erhebliche Kontaminierung vorlag. Der Schlussbericht empfahl, unter strengen Auflagen zehn Zentimeter Boden abzutragen und durch Kies zu ersetzen; die Kosten dafür wurden auf 2,43 Millionen Dollar geschätzt. Der Bericht gab zu verstehen, dass der Ort anschließend weiter entwickelt werden könne.
Eine systematische Sanierung des Ortes wurde nicht in Angriff genommen. Mitglieder des Interdepartmental Committee on Wittenoom (Interministerielles Wittenoom-Komitee) glaubten, dass eine zufriedenstellende Sanierung unwahrscheinlich sei und der Nutzen eines solchen Versuchs in keinem Verhältnis zu den anfallenden Kosten und involvierten Risiken stehe. Die rechtlichen Risiken, Menschen zum Leben an einem mit Krokydolith kontaminierten Ort zu ermuntern, wären selbst nach einer Sanierung enorm: Falls Einwohner oder Besucher sich zukünftig eine asbestbezogene Krankheit zuziehen sollten, wäre es sehr wahrscheinlich, dass sie rechtliche Schritte gegen die Regierung oder andere involvierte Organisationen unternehmen würden.
2004 wurde Minen-Equipment und 400.000 Kubikmeter stark kontaminiertes Material in der Schlucht vergraben.

### Heutige Situation

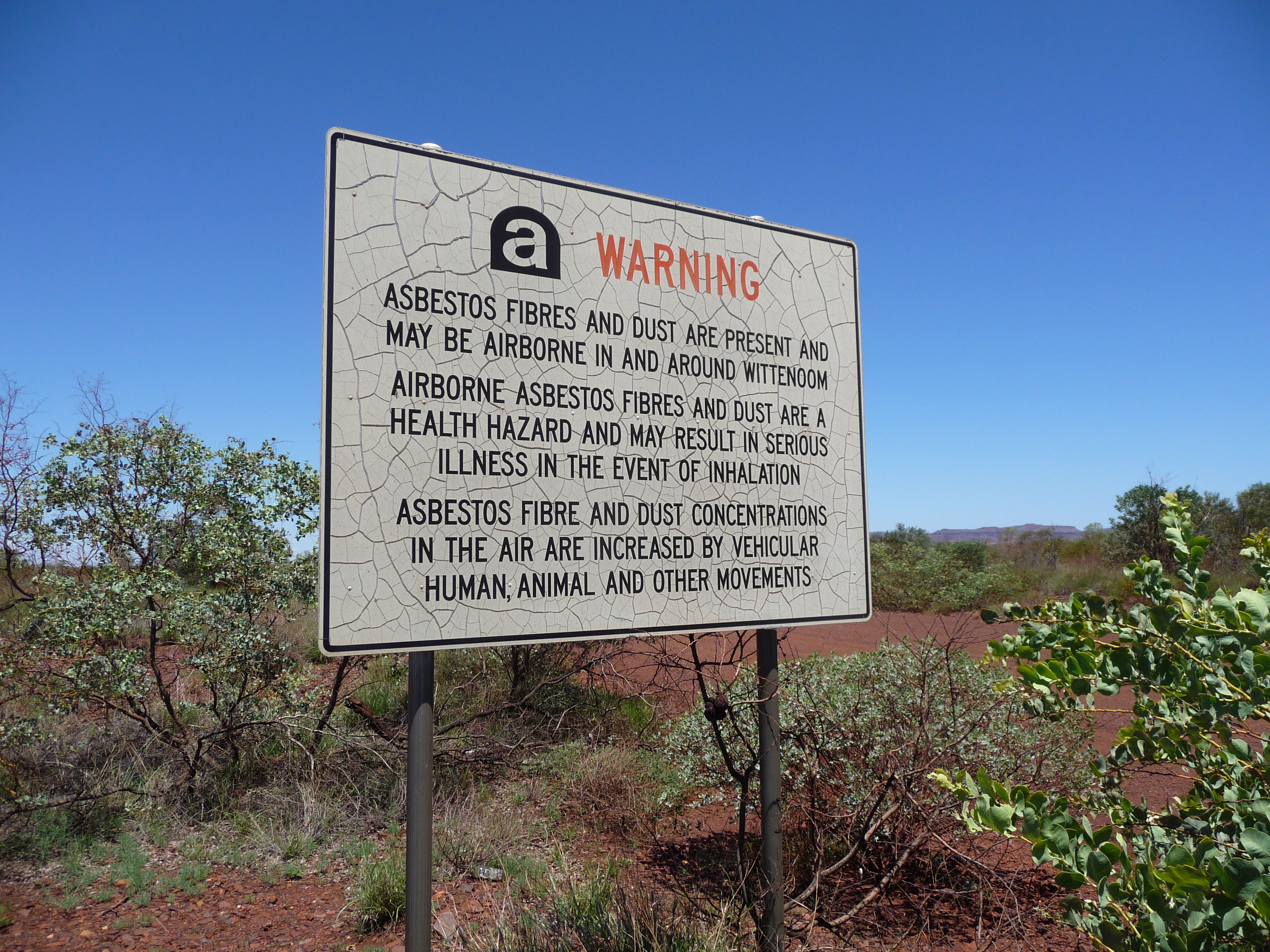
Asbest-Warnhinweis in und um Wittenoom

2005 war immer noch eine kleine Anzahl Einwohner im Ort verblieben, trotz der Abstellung staatlicher Leistungen und der ausdrücklichen Absicht der Regierung, den Ort abzureißen. Am 30. Juni 2006 stellte die Regierung die Stromversorgung Wittenooms ab. 2007 stellte die Post ihre Dienstleistungen ein.
Ein Bericht der Berater GHD Group und Parsons Brinckerhoff im November 2006 evaluierte die Risiken in Bezug auf Asbest in Wittenoom und Umgebung und klassifizierte die Risiken für Besucher als moderat und für Einwohner als extrem.
Im Dezember 2006 kündigte der Minister für die Pilbara und ländliche Entwicklung, Jon Ford, an, dass Wittenooms Status als Stadt entfernt würde, was im Juni 2007 offiziell vollzogen wurde.
Sowohl das Gesundheitsministerium als auch ein akkreditierter Kontaminierungsprüfer überprüften den Bericht, wobei Letzterer feststellte, dass die in Oberbodenproben detektierten freien Asbestfasern ein untragbares Gesundheitsrisiko darstellten. Der Prüfer empfahl, das frühere Stadtgebiet und andere beeinträchtigte Gebiete als „Kontaminiert – Altlastensanierung benötigt“ zu klassifizieren. Infolgedessen stufte das Umweltministerium von Western Australia am 28. Januar 2008 insgesamt 46.840 Hektar Land in und um Wittenoom nach dem Contaminated Sites Act 2003 als kontaminiertes Gebiet ein, sodass dieses offiziell als „für keine Form menschlicher Tätigkeit oder Landnutzung geeignet“ gilt.
Das Wittenoom Steering Committee tagte im April 2013, um die Aufgabe des Ortes abzuschließen, den Zugang zum Gebiet zu beschränken und das Bewusstsein für das Risiko zu schärfen. Details, wie dies erreicht werden soll, standen noch nicht fest, doch es werde vermutlich notwendig sein, die verbleibenden Einwohner umzusiedeln, Privat- in Staatsland umzuwandeln, Häuser abzureißen und Straßen zu schließen bzw. zu verlegen.

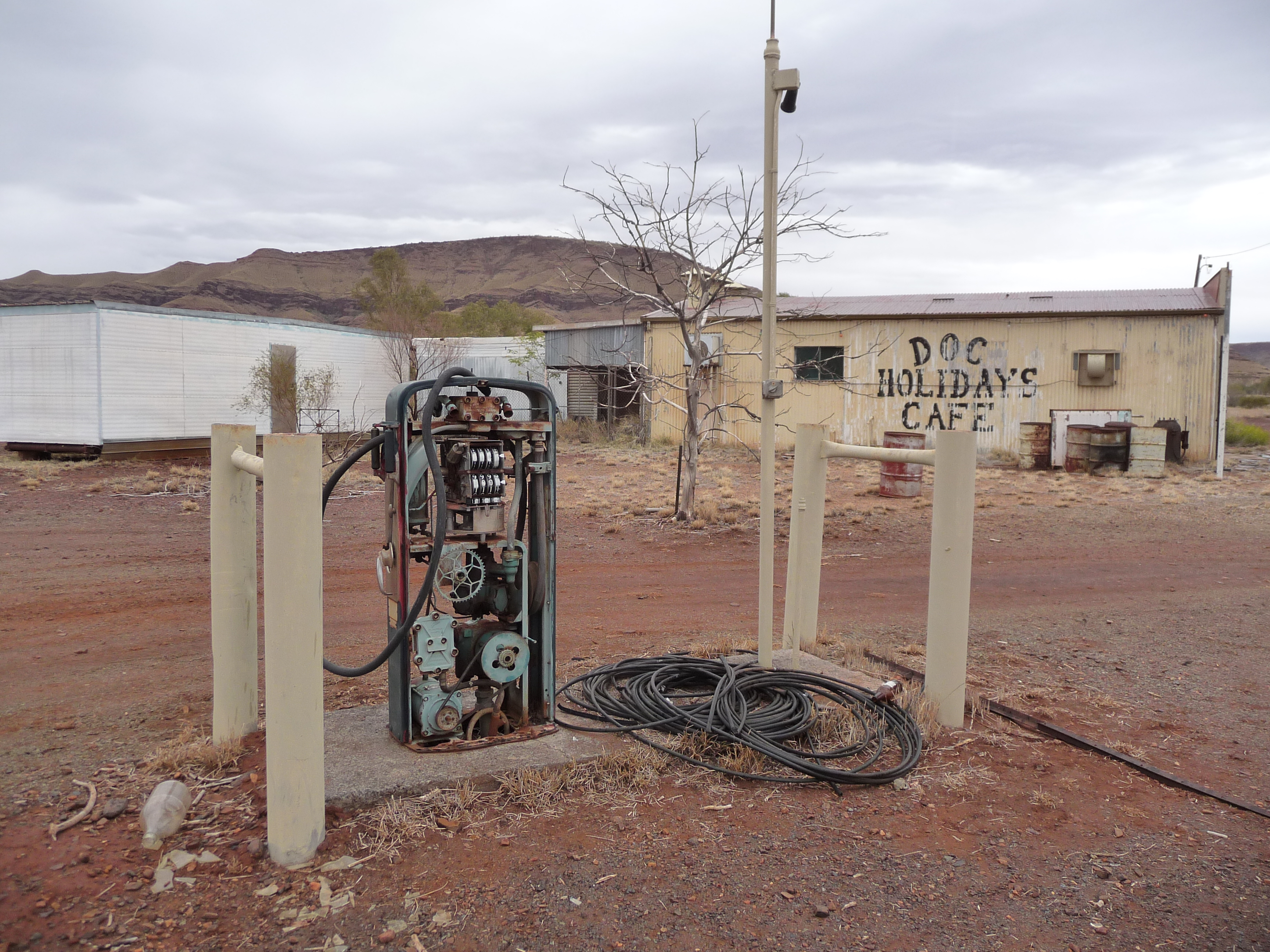
Das aufgegebene Doc Holidays Cafe am Ortseingang

Die Meinung über die tatsächliche Gefahr war jedoch nicht einstimmig. Mark Nevill, ein Geologe und früherer Labor-Abgeordneter, sagte 2004 in einem Interview, dass die Asbestbelastung in Wittenoom unter der Wahrnehmungsgrenze der meisten Messgeräte liege und die wahre Gefahr in der Schlucht selbst sei, da sie den Abraum der Minen enthält.
Die verbliebenen Einwohner bewirtschafteten für Touristen einen Campingplatz, ein Gästehaus und einen Souvenirladen. Heute wird der Ort nicht mehr bewohnt.

## Bevölkerung

### Bevölkerungsentwicklung
| Zensus | Einwohner | Quelle |
| ------ | --------- | ------ |
| 1947   | 129       | [ 29 ] |
| 1954   | 543       | [ 30 ] |
| 1961   | 881       | [ 31 ] |
| 1966   | 876       | [ 32 ] |
| 1971   | 422       | [ 33 ] |
| 1976   | 962       | [ 34 ] |
| 1981   | 247       | [ 34 ] |
| 1986   | 356       | [ 35 ] |
| 2019   | 3         |        |
| 2021   | 0         | [ 36 ] |

### Religion
1968 war Wittenoom neben Port Hedland eine von nur zwei katholischen Pfarrgemeinden der Pilbara.

## Arbeitsbedingungen in der Mine
Allgemein
Die Arbeitsbedingungen während des Betriebs der Mine und Erzverarbeitung in Wittenoom waren extrem schlecht, insbesondere im Vergleich zu denen der 1990er Jahre. Das größte Problem war der aus kleinen, in der Luft befindlichen Asbestfasern bestehende Staub. Arbeitnehmer arbeiteten dauerhaft im Asbeststaub in den schlecht belüfteten Anlagen, zumeist ohne effektive persönliche Schutzausrüstung. Die Existenz oder Einhaltung von Sicherheitsvorschriften war nicht ersichtlich. Wittenooms Klima ist im Sommer heiß und feucht, was die Arbeitsbedingungen in der schlecht belüfteten staubigen Mine und Erzverarbeitungsanlage noch unkomfortabler machte.
Rekrutierung
Viele Arbeiter blieben oft nur für kurze Zeit in der Stadt. Obwohl immer nur rund 200 Leute gleichzeitig angestellt waren, beschäftigte die Mine in ihren 23 Betriebsjahren ungefähr 7000 Arbeiter (das entspricht im Durchschnitt einem kompletten Austausch der Belegschaft alle acht Monate). Fast die Hälfte dieser Arbeiter blieb für weniger als drei Monate. Da CSR Probleme hatte, Arbeiter für Wittenoom zu gewinnen, schrieb man 1951 an das Einwanderungsministerium, um nach Hilfe zu fragen. CSR entsandte Vertreter in europäische Länder wie Italien, um Arbeiter zu rekrutieren. Viele europäische Einwanderer, die in ihrem eigenen Land keine Arbeit finden konnten, unterschrieben einen Zweijahresvertrag mit CSR, um in Wittenoom zu arbeiten. Sie konnten ihren Vertrag nur vorzeitig beenden, wenn sie die von CSR bezahlte Überfahrt nach Australien zurückerstatteten, was für die meisten unmöglich war.
Spätfolgen
Die Australian Blue Asbestos Company beschäftigte zwischen 1943 und 1966 ca. 6500 Männer und 500 Frauen im Krokydolith-Abbau in Wittenoom. Diese Gruppe wurde seit 1975 periodisch auf ihren Gesundheitszustand untersucht und im Todesfall die Todesursache festgehalten. Bis 1986 gab es 85 Todesfälle durch Peritoneum- oder Pleuramesotheliom (siehe auch Asbestose). Keiner dieser Todesfälle trat innerhalb der ersten zehn Jahre nach dem ersten Kontakt mit Krokydolith auf. Eine 1966 durchgeführte Untersuchung zur Staubigkeit der Industrie lieferte eine Basis für Abschätzungen der kumulierten Krokydolith-Aussetzung dieser Gruppe. Das Verhältnis von Aussetzung und Körperreaktion wurde untersucht und es wurde festgestellt, dass Mesotheliomvorfälle mit der Intensität der Aussetzung zunahmen und mit der Zeit seit dem ersten Kontakt sogar exponentiell zunahmen. Eine mathematische Modellierung der Zusammenhänge zwischen Aussetzungsintensität, Dauer der Aussetzung und Zeit seit der ersten Aussetzung mit Mesotheliomvorfällen ergab eine geschätzte Erwartung von bis zu 700 Fällen in dieser Gruppe bis zum Jahr 2020.

## Wittenoom in der Kunst
- Das Lied Blue Sky Mine und dessen Album Blue Sky Mining der australischen Band Midnight Oil wurden durch die Stadt und deren Bergbauindustrie inspiriert.[40]
- Auch Alistair Hulett bezog die Inspiration für seine Lieder He Fades Away und Blue Murder dorther.
- Die Stadt und ihre Geschichte kommen im Roman Dirt Music (deutscher Titel: Der singende Baum) des australischen Autors Tim Winton vor.
- Der „digitale Dichter“ Jason Nelson entwarf das Werk Wittenoom: speculative shell and the cancerous breeze, eine „interaktive Entdeckungsreise des Todes der Stadt“. Es gewann 2009 den Newcastle Poetry Prize.[41]